# Anoura caudifer
Anoura caudifer är en fladdermusart som först beskrevs av E. Geoffroy 1818. Anoura caudifer ingår i släktet Anoura, och fladdermusfamiljen bladnäsor. IUCN kategoriserar arten globalt som livskraftig. Inga underarter finns listade.
Det vetenskapliga artepitetet varierar mellan “caudifer” och “caudifera”, men ska enligt International Commission on Zoological Nomenclature (ICZN) vara caudifer (Simmons 2005).

## Utseende
Denna fladdermus når en absolut längd av 47 till 70 mm, inklusive en 3 till 6 mm lång svans. Underarmarna är 34 till 39 mm långa och vikten varierar mellan 8,5 och 13,0 g. Artens päls är allmänt brun och några individer har olika ljusare eller rödaktiga skuggor. Huvudet kännetecknas av en något långdragen nos med en bladformig hudflik på överläppen. I mitten på underläppen finns en djupare ränna. Hos Anoura caudifer är öronen skilda från varandra och de är avrundade vid toppen.
I motsats till Anoura geoffroyi är den del av flygmembranen som ligger mellan bakbenen inte täckt med päls. Anoura caudifer har en liten svans och små calcar (små pinnar av brosk vid bakbenen) men de är inte rudimentära som hos Anoura geoffroyi. Det finns även differenser i tändernas konstruktion som skiljer Anoura caudifer från andra arter av samma släkte.

## Utbredning och habitat
Anoura caudifer är en sydamerikansk art som förekommer i Venezuela, Colombia, Ecuador, Peru, Bolivia, Guyana, Surinam, Brasilien och nordvästra Argentina. Arten föredrar fuktiga bergsskogar som habitat men den hittas även i skogar i låglandet och i mera torra landskap. Den hittas ofta mellan 500 och 1500 meter över havet. Några individer fångades vid 200 meters höjd och andra vid 2880 meters höjd.

## Ekologi
Denna fladdermus äter främst nektar från olika växter. Dessutom ingår pollen, frukter och insekter i födan. Arten är därför betydande för flera växters pollinering. Individerna vilar i grottor eller i tätare bladansamlingar. De bildar där mindre kolonier med 5 till 15 medlemmar. Anoura caudifer blir vanligen fyra timmar efter solnedgången aktiv.
När arten fortplantar sig beror antagligen på populationens utbredningsområde. En hona som fångades i ett nät var dräktig med en unge.